# Hermathena columba
Hermathena columba är en fjärilsart som beskrevs av Hans Ferdinand Emil Julius Stichel 1910. Hermathena columba ingår i släktet Hermathena och familjen Riodinidae. Inga underarter finns listade i Catalogue of Life.